# Pierre Skawinski
Pierre Skawinski (Francia, 23 de diciembre de 1912-20 de marzo de 2009) fue un atleta francés especializado en la prueba de 400 m, en la que consiguió ser subcampeón europeo en 1938.

## Carrera deportiva
En el Campeonato Europeo de Atletismo de 1934 ganó la medalla de plata en los 400 metros, llegando a meta en un tiempo de 48.0 segundos, tras el alemán Adolf Metzner (oro con 47.9 segundos) y por delante del sueco Bertil von Wachenfeldt (bronce con 48.0 segundos).